# Dinastía Hecatómnida

Localización de Caria.

La dinastía hecatómnida fue una dinastía de sátrapas de Caria en el siglo IV a. C.

## Antecedentes
Durante aproximadamente ciento cincuenta años, Caria había sido parte del Imperio aqueménida y estaba gobernada por sátrapas. Caria fue capaz de mantener cierta independencia, especialmente en la primera mitad del siglo IV a. C. cuando fue regida por una serie de sátrapas de origen cario, los Hecatómnidos.
La razón principal de la mayor autonomía de esta dinastía era que Caria estaba situada junto al país de los griegos, militarmente fuertes, políticamente divididos y siempre deseosos de servir como mercenarios. Gracias a que el rey persa Artajerjes II estaba envuelto en guerras contra la tribu de los cadusianos y contra Egipto, los Hecatómnidos pudieron mejorar su posición. Los carios fueron nombrados sátrapas y, en lo referente a su política exterior, actuaron como si fueran reyes independientes. Pero cuando Artajerjes III hubo reorganizado Egipto, los días de los Hecatómnidos estuvieron contados.

## Hecatomno, primer sátrapa
La dinastía debe su nombre a su primer miembro, Hecatomno de Milasa, quien no era solamente sátrapa de Caria, sino que también controlaba Mileto. Parece que le fascinaba la cultura griega, pero fue siempre fiel a su señor persa.

## Mausolo
Le sucedió hijo mayor, Mausolo, quien trasladó la capital a Halicarnaso. Mausolo tuvo que luchar contra el sátrapa rebelde Ariobarzanes de la Frigia helespóntica en defensa del rey (365 a. C.), pero, casi inmediatamente después, participó en la llamada Revuelta de los Sátrapas, en la que conquistó territorio que anexionó a Caria. Inteligentemente cambió de nuevo de bando en el momento adecuado, manteniendo la satrapía y sus conquistas, aunque tuvo que aceptar la presencia de una guarnición persa en la capital.
En el 357 a. C. apoyó a los aliados rebeldes contra Atenas. Algunos de ellos, Quíos, Cos, Rodas y Bizancio, pasaron a estar bajo control directo de Mausolo.

## Artemisia
Mausolo falleció en el 353 a. C. y fue sucedido por su esposa (y hermana) Artemisia, quien fue capaz de asegurar la autonomía de Caria en los dos años que duró su gobierno. Artemisia es más conocida por haber hecho decorar el monumento sepulcral (Mausoleo) que su marido se había hecho edificar en vida, y que fue reconocido como una de las Siete maravillas del mundo.

## Hidrieo, Ada y Pixodaro
Tras su breve reinado, fue sucedida por su hermano Hidrieo, del que nos ha quedado poca información. Apoyó al rey Artajerjes III enviando un ejército en la reconquista de una Chipre rebelada. Falleció en el 344 a. C. dejando la satrapía en manos de su esposa (y hermana) Ada.
Esto provocó una especie de guerra civil ya que al hijo menor de Hecatomno, Pixodaro, no le gustó el arreglo pareciéndole una ofensa. Pixodaro se hizo con el control de la capital en el 340 a. C., convirtiéndose en nuevo sátrapa.
A la muerte de Pixodaro en el 334 a. C., su yerno Orontobates, un noble persa, se hizo con el gobierno de la satrapía. Pero por esas fechas Alejandro Magno inició su conquista del Asia Menor. Al llegar a Caria, Ada ofreció una alianza a Alejandro que el macedonio aceptó, permitiéndole recuperar la satrapía primero y la capital después. 
Parece que Ada falleció en el 326 a. C. y con ella, desaparecía finalmente la dinastía.

## Lista de sátrapas hecatómnidos
- Hecatomno (391 a. C.-377 a. C.)
- Mausolo (377 a. C.-353 a. C.)
- Artemisia (353 a. C.-351 a. C.)
- Hidrieo (351 a. C.-344 a. C.)
- Ada (primer reinado) (344 a. C.-340 a. C.)
- Pixodaro (340 a. C.-334 a. C.)
- Orontobates (334 a. C.-334 a. C.)
- Ada (segundo reinado) (334 a. C.-326 a. C.)